# ホルンと管弦楽のための演奏会用小品
演奏会用小品（Morceau de Concert, pour Cor）ヘ短調 作品94は、カミーユ・サン＝サーンスによるホルンと管弦楽のための協奏的作品。サン＝サーンス自身によるホルンとピアノのための版も存在し、そちらが演奏される機会も多い。

## 概要
ピアノ版、管弦楽伴奏版ともに1887年に作曲され、1893年に出版された。ホルン奏者アンリ・ショシエ(Henri Chaussier)に献呈されている。初演は1891年2月7日にサル・プレイエルで開かれた国民音楽協会の演奏会において、ショシエの独奏で行われた。初演のプログラムには、ショシエの開発した「コル・オムニトニーク(cor omnitonique)」のために書かれた旨が記載されている。
作品の規模は大きくないが、その中にホルンの様々な表情が盛り込まれており、ホルン奏者にとっての重要なレパートリーとしてロマンスヘ長調作品36、ホ長調作品67（同様にショシエに献呈された）と同様によく取り上げられる。

## 楽器編成
独奏ホルン、フルート2、オーボエ2、クラリネット2、ファゴット2、トロンボーン2、ティンパニ、弦五部

## 構成
単一楽章で、大きく三部分に分けられる。演奏時間は約9分。
第一部
アレグロ・モデラート、ヘ短調、3/4拍子。短い序奏に続いてホルンが決然とした主題を奏し、管弦楽による間奏を挟んで、2つの変奏が続く。これらの変奏は、含まれる音価が徐々に細かくなっていくように書かれている。
第二部
アダージョ、変イ長調、4/4拍子。第一部から切れ目なく奏される、美しいロマンス。
第三部
アレグロ・ノン・トロッポ、ヘ短調‐ヘ長調、2/2拍子。第一部の主題を変奏した旋律から始まり、旋律的な経過句を経て、独奏の技巧を充分に発揮して終わる。